# Ecphyas holopsara
Ecphyas holopsara là một loài bướm đêm trong họ Geometridae.